# Batriscenites
Batriscenites is een geslacht van kevers uit de familie van de kortschildkevers (Staphylinidae).

## Soorten
- Batriscenites celer Tanokuchi, 1989
- Batriscenites humicola Tanokuchi, 1989